# Venanzo Crocetti
Venanzo Crocetti (Giulianova, 4 de agosto de 1913 – Roma,  3 de febrero de 2003) fue un escultor italiano.

## Biografía
En 1938 Venanzo Crocetti recibió el Gran Premio en la 19.ª Bienal de Venecia. En 1966 Crocetti terminó "La Puerta de los sacramentos" por la Basílica de San Pedro en Roma. En 1972 fue nombrado presidente de la Accademia di San Luca.
Crocetti recibió la Condecoración de Oro del Ministerio de Educación de Italia por su logro en las bellas artes y la cultura.
Desde 1991, una sala del Museo del Hermitage en  San Petersburgo, Rusia, está dedicada a su trabajo. 
El Museo Venanzo Crocetti, es un museo a él dedicado. Ubicado en Roma, recoge más de cientos de sus obras.